# Мороз Емма Миколаївна
Емма Миколаївна Моро́з (нар. 4 квітня 1936, Рикове — пом. 10 грудня 2019, Чернігів) — українська радянська театральна акторка; заслужена артистка УРСР з 1972 року. Дружина актора Петра Мороза.

## Біографія
Народилася 4 квітня 1936 року в місті Риковому (нині Єнакієве, Донецька область, Україна). 1960 року закінчила Харківський театральний інститут.
Упродовж 1964—1991 років працювала у Чернігівському українському музично-драматичному театрі імені Тараса Шевченка. Потім на пенсії. У 2018 році, Указом Президента України, їй була призначена довічна державна стипендія як видатному діячеві культури і мистецтва. Померла у Чернігові 09 грудня 2019 року.

## Ролі
- Маруся, Аза і Гордиля («Маруся Богуславка», «Циганка Аза» Михайла Старицького);
- Катерина («Пам'ять серця» Олександра Корнійчука);
- Любина («Сині роси» Миколи Зарудного);
- Стеха («Назар Стодоля» Тараса Шевченка);
- Мавра («У неділю рано зілля копала» за Ольгою Кобилянською);
- Хівря («Сорочинський ярмарок» Леоніда Юхвіда за Миколою Гоголем);
- Ройта Софія і Комариха («Весілля в Малинівці» Олексія Рябова);
- Любаша («Севастопольський вальс» Костянтина Лістова);
- Феніса («Закохана витівниця» Лопе де Веґи);
- Маріца («Маріца» Імре Кальмана).